# 이브라힘 모하메드 솔리
이브라힘 모하메드 솔리(디베히어: އިބްރާހީމް މުޙައްމަދު ޞާލިޙު, 영어: Ibrahim Mohamed Solih, 문화어: 이브라힘 모하메드 쏠리흐, 1963년 3월 1일 ~ )는 몰디브의 정치인이다. 2018년 9월 24일 치러진 대통령 선거에서 야권 연합 후보로 출마해 전직 대통령인 압둘라 야민을 꺾고 대통령에 당선되었다.

## 역대 선거 결과
| 선거명      | 직책명          | 대수 | 정당          | 득표율 | 득표수    | 결과 | 당락 |
| ----------- | --------------- | ---- | ------------- | ------ | --------- | ---- | ---- |
| 2018년 선거 | 몰디브의 대통령 | 7대  | 몰디브 민주당 | 58.38% | 134,705표 | 1위  |      |